# Fortress (album d'Alter Bridge)
Pour les articles homonymes, voir Fortress.
Albums de Alter Bridge
AB III
(2010) The Last Hero
(2016)
Singles
1. Addicted to Pain
Sortie : 12 août 2013
2. Cry of Achilles
Sortie : 22 avril 2014
3. Waters Rising
Sortie : 2 juin 2014

Fortress est le quatrième album du groupe américain Alter Bridge, sorti en 2013.

## Parution et accueil

### Classements et certifications
L'album est entré à la 6e place dans le classement de l'UK Albums Chart, faisant de l'album le plus haut place dans le classement de l'UK Albums Chart à ce jour. Fortress atteint également la 1re place du classement de l'UK Rock Chart.
L'album a également été numéro 1 aux États-Unis, au Canada et en Suède dans les ventes de l’album sur iTunes. Fortress fait ses débuts à la 12e place au Billboard 200 et vend 30 000 exemplaires lors de sa première semaine de sortie,.
| Classement (2010)                  | Meilleure position |
| ---------------------------------- | ------------------ |
| Allemagne (Media Control AG)       | 7                  |
| Australie (ARIA)                   | 13                 |
| Autriche (Ö3 Austria Top 40)       | 4                  |
| Belgique (Flandre Ultratop)        | 66                 |
| Belgique (Wallonie Ultratop)       | 63                 |
| Danemark (Tracklisten)             | 60                 |
| États-Unis (Billboard 200)         | 12                 |
| Espagne (Promusicae)               | 17                 |
| Finlande (Suomen virallinen lista) | 45                 |
| France (SNEP)                      | 75                 |
| Italie (FIMI)                      | 9                  |
| Nouvelle-Zélande (RIANZ)           | 24                 |
| Pays-Bas (Mega Album Top 100)      | 10                 |
| Royaume-Uni (UK Albums Chart)      | 6                  |
| Royaume-Uni (Rock & Metal Albums)  | 1                  |
| Suède (Sverigetopplistan)          | 17                 |
| Suisse (Schweizer Hitparade)       | 14                 |

## Fiche Technique

### Liste des chansons
Toutes les chansons sont écrites et composées par Alter Bridge.
| Fortress | Fortress             | Fortress | Fortress | Fortress | Fortress | Fortress | Fortress | Fortress | Fortress |
| No       | Titre                | Durée    |          |          |          |          |          |          |          |
| -------- | -------------------- | -------- | -------- | -------- | -------- | -------- | -------- | -------- | -------- |
| 1.       | Cry of Achilles      | 6:30     |          |          |          |          |          |          |          |
| 2.       | Addicted to Pain     | 4:16     |          |          |          |          |          |          |          |
| 3.       | Bleed It Dry         | 4:44     |          |          |          |          |          |          |          |
| 4.       | Lover                | 5:17     |          |          |          |          |          |          |          |
| 5.       | The Uninvited        | 4:47     |          |          |          |          |          |          |          |
| 6.       | Peace Is Broken      | 4:40     |          |          |          |          |          |          |          |
| 7.       | Calm the Fire        | 6:04     |          |          |          |          |          |          |          |
| 8.       | Waters Rising        | 5:39     |          |          |          |          |          |          |          |
| 9.       | Farther than the Sun | 4:07     |          |          |          |          |          |          |          |
| 10.      | Cry a River          | 4:00     |          |          |          |          |          |          |          |
| 11.      | All Ends Well        | 5:12     |          |          |          |          |          |          |          |
| 12.      | Fortress             | 7:36     |          |          |          |          |          |          |          |
| 62:52    |                      |          |          |          |          |          |          |          |          |

| Édition Best-Buy | Édition Best-Buy         | Édition Best-Buy | Édition Best-Buy | Édition Best-Buy | Édition Best-Buy | Édition Best-Buy | Édition Best-Buy | Édition Best-Buy | Édition Best-Buy |
| No               | Titre                    | Auteur           | Durée            |                  |                  |                  |                  |                  |                  |
| ---------------- | ------------------------ | ---------------- | ---------------- | ---------------- | ---------------- | ---------------- | ---------------- | ---------------- | ---------------- |
| 13.              | Never Say Die (Outright) |                  | 3:44             |                  |                  |                  |                  |                  |                  |
| 66:36            |                          |                  |                  |                  |                  |                  |                  |                  |                  |

| Édition japonaise | Édition japonaise | Édition japonaise | Édition japonaise | Édition japonaise | Édition japonaise | Édition japonaise | Édition japonaise | Édition japonaise | Édition japonaise |
| No                | Titre             | Auteur            | Durée             |                   |                   |                   |                   |                   |                   |
| ----------------- | ----------------- | ----------------- | ----------------- | ----------------- | ----------------- | ----------------- | ----------------- | ----------------- | ----------------- |
| 13.               | Zero              |                   | 4:39              |                   |                   |                   |                   |                   |                   |
| 14.               | Home              |                   | 3:29              |                   |                   |                   |                   |                   |                   |
| 71:00             |                   |                   |                   |                   |                   |                   |                   |                   |                   |

### Interprètes
Alter Bridge
- Myles Kennedy - chant , guitare rythmique, chœurs sur Words Darker Than Their Wings
- Mark Tremonti - guitare, chœurs, chant sur Waters Rising
- Brian Marshall - basse
- Scott Phillips - batterie

Musiciens supplémentaires
- Michael "Elvis" Baskette - Arrangement de cordes

### Équipe de production
- Michael "Elvis" Baskette - producteur, mixage
- Jef Moll - ingénieur, montage numérique
- Ted Jensen - mastering
- Daniel Tremonti - artwork

## Certifications
| Pays              | Certification |
| ----------------- | ------------- |
| Royaume-Uni (BPI) | Argent        |